# Lijst van voetbalinterlands België - El Salvador
Deze lijst van voetbalinterlands is een overzicht van alle officiële voetbalwedstrijden tussen de nationale teams van België en El Salvador. De landen speelden tot op heden twee keer tegen elkaar. De eerste ontmoeting, een groepswedstrijd tijdens het Wereldkampioenschap voetbal 1970, werd gespeeld in Mexico-Stad (Mexico) op 3 juni 1970. Het laatste duel, een groepswedstrijd tijdens het Wereldkampioenschap voetbal 1982, vond plaats op 19 juni 1982 in Elx (Spanje).

## Wedstrijden
| № | Plaats      | Datum        | Competitie | Wedstrijd            | Uitslag |
| - | ----------- | ------------ | ---------- | -------------------- | ------- |
| 1 | Mexico-Stad | 3 juni 1970  | WK 1970    | El Salvador – België | 0 – 3   |
| 2 | Elx         | 19 juni 1982 | WK 1982    | België – El Salvador | 1 – 0   |

## Samenvatting
| Competitie   | Totaal gespeeld | Winst België | Gelijk | Winst El Salvador | Doelsaldo België – El Salvador |
| ------------ | --------------- | ------------ | ------ | ----------------- | ------------------------------ |
| WK-eindronde | 2               | 2            | 0      | 0                 | 4 − 0                          |
| Totaal       | 2               | 2            | 0      | 0                 | 4 − 0                          |

Wedstrijden bepaald door strafschoppen worden, in lijn met de FIFA, als een gelijkspel gerekend.

## Details

### Eerste ontmoeting
| WK 1970 (Mexico-Stad, Mexico, 3 juni 1970): |              | |
| El Salvador | 0 – 3        | België |
| | goals        | 13' Wilfried Van Moer 55' Wilfried Van Moer 80' (pen.) Raoul Lambert                                                                                                |
| Hernán Carrasco | bondscoach   | Raymond Goethals |
| Raul Magana Roberto Rivas Salvador Mariona Saturnino Osorio Mauricio Manzano 22' José Quintanilla Mauricio Rodríguez 80' Jorge Vásquez Salvador Cabezas Juan Martínez Ernesto Hugo Aparicio | opstellingen | Christian Piot Georges Heylens Nico Dewalque Jean Dockx Jean Thissen Wilfried Van Moer Wilfried Puis Léon Semmeling Johan Devrindt Paul Van Himst 81' Raoul Lambert |
| Santiago Cortes 22' Genaro Sermeno 80' | wissels      | 81' Odilon Polleunis |

KBVB · A-internationals · Selecties · Statistieken · Bondscoaches · Belgisch vrouwenelftal · Olympisch elftal · België U21 · België U20 · België U19 · België U18 · België U17 · België U16 · Vrouwen U19 · Vrouwen U17
Albanië ·
Algerije ·
Andorra ·
Argentinië ·
Armenië ·
Australië ·
Azerbeidzjan ·
Bosnië en Herzegovina · 
Brazilië ·
Bulgarije ·
Burkina Faso ·
Canada ·
Chili ·
Colombia ·
Costa Rica ·
Cyprus ·
DDR ·
Denemarken ·
Duitsland ·
Egypte ·
El Salvador ·
Engeland ·
Estland ·
Faeröer ·
Finland ·
Frankrijk ·
Gabon ·
Gibraltar ·
Griekenland ·
Hongarije ·
Ierland ·
IJsland ·
Irak ·
Israël ·
Italië ·
Ivoorkust ·
Japan ·
Joegoslavië ·
Kazachstan ·
Kroatië · 
Letland ·
Litouwen ·
Luxemburg ·
Malta ·
Marokko ·
Mexico ·
Montenegro · 
Nederland ·
Noord-Ierland ·
Noord-Macedonië ·
Noorwegen ·
Oekraïne ·
Oostenrijk ·
Panama · 
Paraguay ·
Peru ·
Polen ·
Portugal ·
Qatar ·
Roemenië ·
Rusland ·
San Marino ·
Saoedi-Arabië ·
Schotland ·
Servië ·
Servië en Montenegro ·
Slovenië ·
Slowakije ·
Sovjet-Unie ·
Spanje ·
Tsjechië ·
Tsjecho-Slowakije ·
Tunesië · 
Turkije · 
Uruguay · 
Verenigde Staten · 
Wales · 
Wit-Rusland ·
Zambia · 
Zuid-Korea · 
Zweden · 
Zwitserland
Algerije (2014) ·
Argentinië (2014) · 
Brazilië (2018) · 
Canada (2022) · 
Denemarken (2021) · 
Engeland (2018, 1) · 
Engeland (2018, 2) · 
Finland (2021) · 
Frankrijk (1904) ·
Frankrijk (2018) · 
Ierland (2016) · 
Italië (2016) · 
Italië (2021) · 
Japan (2018) · 
Kroatië (2022) · 
Marokko (2022) · 
Nederland (1985) · 
Panama (2018) ·
Polen (1982) · 
Portugal (2021) · 
Rusland (2014) · 
Rusland (2021) · 
Sovjet-Unie (1982) · 
Tunesië (2018) · 
Verenigde Staten (2014) ·
West-Duitsland (1980) · 
Zuid-Korea (2014)
FSF · A-internationals · Selecties · Bondscoaches · Statistieken · Salvadoraans vrouwenelftal ·  
Olympisch elftal · El Salvador U21 · El Salvador U19 · El Salvador U17
1920 – 1929 · 
1930 – 1939 · 
1940 – 1949 · 
1950 – 1959 · 
1960 – 1969 · 
1970 – 1979 · 
1980 – 1989 · 
1990 – 1999 · 
2000 – 2009 · 
2010 – 2019 ·
2020 − 2029
Gold Cup 1991 · 
Gold Cup 1993 · 
Gold Cup 1996 · 
Gold Cup 1998 · 
Gold Cup 2000 · 
Gold Cup 2002 · 
Gold Cup 2003 · 
Gold Cup 2005 · 
Gold Cup 2007 · 
Gold Cup 2009 · 
Gold Cup 2011 · 
Gold Cup 2013
WK 1970 · 
WK 1982
OS 1968
1921 · 
1922–1927 · 
1928 · 
1929 · 
1930 · 
1931–1934 · 
1935 · 
1936–1937 · 
1938 · 
1939–1940 · 
1941 · 
1942 · 
1943 · 
1944–1945 · 
1946 · 
1947 · 
1948 · 
1949 · 
1950 · 
1951–1952 · 
1953 · 
1954 · 
1955 · 
1955–1960 · 
1961 · 
1962 · 
1963 · 
1964 · 
1965 · 
1966 · 
1967 · 
1968 · 
1969 · 
1970 · 
1971 · 
1972 · 
1973 · 
1974 · 
1975 · 
1976 · 
1977 · 
1978 · 
1979 · 
1980 · 
1981 · 
1982 · 
1983 · 
1984 · 
1985 · 
1986 · 
1987 · 
1988 · 
1989 · 
1990 · 
1991 · 
1992 · 
1993 · 
1994 · 
1995 · 
1996 · 
1997 · 
1998 · 
1999 · 
2000 · 
2000 · 
2001 · 
2002 · 
2003 · 
2004 · 
2005 · 
2006 · 
2007 · 
2008 · 
2009 · 
2010 · 
2011 · 
2012 · 
2013 ·
2014 ·
2015 ·
2016 ·
2017 ·
2018 ·
2019 ·
2020 ·
2021 ·
2022 ·
2023
Amerikaanse Maagdeneilanden ·
Anguilla ·
Antigua en Barbuda ·
Argentinië ·
Armenië ·
Aruba ·
Barbados ·
België ·
Belize ·
Bermuda ·
Bolivia ·
Brazilië ·
Canada ·
Chili ·
China ·
Colombia ·
Costa Rica ·
Cuba ·
Curaçao ·
Dominicaanse Republiek ·
Ecuador ·
Estland ·
GOS ·
Grenada ·
Griekenland ·
Guatemala ·
Guyana ·
Haïti ·
Honduras ·
Hongarije ·
IJsland ·
Ivoorkust ·
Jamaica ·
Japan ·
Joegoslavië ·
Kaaimaneilanden ·
Mexico ·
Moldavië · 
Montserrat ·
Nederlandse Antillen ·
Nicaragua ·
Nieuw-Zeeland ·
Panama ·
Paraguay ·
Peru ·
Puerto Rico ·
Qatar ·
Rusland ·
Saint Kitts en Nevis ·
Saint Lucia ·
Saint Vincent en de Grenadines ·
Sovjet-Unie ·
Spanje ·
Suriname ·
Trinidad en Tobago ·
Venezuela ·
Verenigde Staten ·
Zuid-Korea